# 灌顶壶
本巴，又称灌顶壶，本巴瓶有净水瓶、沐浴瓶、金瓶等种类。

## 净水瓶
净水瓶用铜或银制成，形状底高颈长，瓶面刻有花纹图案。

## 沐浴瓶
沐浴瓶用银或铜制成，瓶盖上插有孔雀翎。

## 金瓶
金瓶也叫金本巴瓶，是藏传佛教特有的一种法器。